# Phyllagathis tentaculifera
Phyllagathis tentaculifera là một loài thực vật có hoa trong họ Mua. Loài này được C. Hansen miêu tả khoa học đầu tiên năm 1990.